# Sport w Radomiu
Radom to miasto z tradycjami w różnych dziedzinach sportu. Początkiem historii sportu radomskiego jest rok 1910, kiedy to po uzyskaniu oficjalnego pozwolenia od władz carskich powstało Radomskie Towarzystwo Sportowe. Posiadało ono pięć sekcji: piłki nożnej (pod nazwą „Kordian”), kolarską, tenisową, łyżwiarską i gimnastyczną („Sokół”).
Pięściarz niegdyś radomskiej „Broni” Kazimierz Paździor zdobył wówczas tytuł mistrza olimpijskiego (Rzym 1960) i tytuł mistrza Europy (Praga 1957). Kolejna znana osoba z Radomia to Danuta Makulska-Ziemnicka, która minimalnie przegrała walkę o awans do ćwierćfinału w turnieju tenisowym Wimbledon 1962. Następnie Danuta Szmidt-Calińska była wielokrotną mistrzynią Polski w tenisie stołowym. Uczestnikami Igrzysk Olimpijskich w Moskwie i Meksyku byli kolarze Andrzej Michalak i Kazimierz Jasiński z Radomiaka. Wydarzeniem w dziejach radomskiego futbolu były występy piłkarzy Radomiaka w I lidze w sezonie 1984/85. Ryszard Augustyn był wielokrotnym finalistą Mistrzostw Polski, a w 1993 roku zdobył tytuł drużynowego mistrza świata w wyścigach motocyklowych „enduro”. Pingpongiści „Broń - Euromirex” byli drużynowymi mistrzami Polski w latach 1993-1995. 

## Radomskie kluby sportowe
| Klub            | Rok założenia | Sekcje                                                                     |
| --------------- | ------------- | -------------------------------------------------------------------------- |
| Radomiak Radom  | 1910          | piłka nożna boks                                                           |
| Broń Radom      | 1926          | piłka nożna, boks, tenis ziemny, tenis stołowy, kolarstwo torowe i szosowe |
| Czarni Radom    | 1921          | siatkówka mężczyzn                                                         |
| AZS Radom       | 1969          | koszykówka                                                                 |
| Start Radom     | ?             | judo, piłka nożna, łucznictwo                                              |
| Sokół Radom     | ?             | łucznictwo, gimnastyka                                                     |
| Zamłynie Radom  | 1998          | piłka nożna kobiet                                                         |
| RosaSport Radom | 2004          | koszykówka mężczyzn                                                        |
| RLTL ZTE Radom  | 2007          | lekkoatletyka                                                              |

## Radomski sport według dyscyplin

### Radomska piłka nożna
Początek piłki nożnej w Radomiu datuje się na 1908 roku. Wówczas Włodzimierz Chędzyński, uczeń piątej klasy Szkoły Handlowej, otrzymał przysłaną w prezencie z zagranicy skórzaną piłkę nożną. Wraz z kolegami, dzięki pozwoleniu dyrektora „handlówki” Prospera Jarzyńskiego, rozegrali pierwszy mecz. Takie spotkania rozgrywane były przez blisko dwa lata. W 1910 roku, po uzyskaniu od władz carskich pozwolenia na oficjalną działalność, powstało Radomskie Towarzystwo Sportowe. Sekcja piłki nożnej występowała pod nazwą Kordian. Owo wydarzenie dało początek radomskiemu sportowi. W 1911 roku drużyna z Radomia rozegrała swój pierwszy mecz ze Stellą Warszawa. Spotkanie zakończyło się porażką radomian 2:5. W 1921 roku RTS rozpadł się na dwa kluby - powstały: Radomskie Koło Sportowe i Czarni Radom. W 1945 roku przy Fabryce Bata powstał Klub Sportowy Radomiak Radom. W 1950 roku, tak jak w całym kraju, nastąpiła odgórnie narzucona zmiana nazw klubów - Radomiak zmienił nazwę na Związkowiec, a rok później na Włókniarz. W 1956 roku powrócono do nazwy KS Radomiak. W 1967 roku po połączeniu Radomiaka z RKS-em powstał Radomski Klub Sportowy Radomiak Radom. W 1947 roku zawodnik Radomiaka Marian Czachor grał w reprezentacji Polski. W 1972 roku radomianie awansowali do II ligi. W 1984 roku wywalczyli historyczny awans do I ligi. W następnym sezonie, po dwóch kolejkach ligowych, Zieloni obejmowali pozycję lidera, a po rundzie jesiennej - piątą pozycję. Jednak przygoda w ekstraklasie trwała tylko jeden sezon. W 1993 roku Radomiak awansował do II ligi. Po dwóch sezonach spadł z zaplecza ekstraklasy. W 2004 roku nastąpił kolejny awans do II ligi, w meczach barażowych z Tłokami Gorzyce (3:1, 1:2). W 2005 roku radomianie utrzymali się na zapleczu ekstraklasy. W spotkaniach barażowych ponownie trafili na Tłoki Gorzyce i wygrali z gorzyczanami rywalizację (0:0, 3:0). W 2006 roku nastąpił spadek do III ligi, po przegranych barażach z Odrą Opole. W 1/16 finału Pucharu Polski 2006/2007 Radomiak spotkał się z drużyną - Odry Wodzisław Śląski, która występowała o dwie klasy rozgrywek wyżej i na własnym boisku pokonał ją 1:0. 24 października 2006 roku w 1/8 finału radomianie pokonali w Łodzi ŁKS 1:0 po golu Macieja Terleckiego i tym samym awansował do 1/4 finału Pucharu Polski.
Na stadionie Radomiaka, Stadion RKS Radomiak, zostały rozegrane trzy spotkania reprezentacji Polski.
Broń Radom w latach 50. XX wieku przez rok występowała w II lidze, a pod koniec lat 70. i na początku 80. należała do czołówki drużyn występujących na zapleczu ekstraklasy. Sekcja piłkarska Broni występowała dziewięć razy w II lidze. Najlepszym wynikiem na zapleczu ekstraklasy klubu jest 3. miejsce w sezonie 1979/1980. W tym samym czasie Broń awansowała do 1/8 Finału Pucharu Polski, pokonując między innymi I-ligową Wisłę Kraków i Radomiaka. W barwach klubu grali m.in. Rafał Siadaczka, Tomasz Dziubiński, Kazimierz Przybyś.

### Radomska siatkówka
Czarni Radom w sezonie 1983/1984 awansowali do ekstraklasy, w której występowali nieprzerwanie przez 18 sezonów. Dwa razy zajęli trzecie miejsce (1994, 1995). W 1994 roku drużyna zdobyła Puchar Polski. W 2002 roku radomianie po raz pierwszy w historii spadli do niższej ligi. 
W 2003 roku w miejsce Czarnych powstał nowy klub RTS Radom, a sponsorem strategicznym została znana firma Jadar. Jadar Radom w sezonie 2005/2006 awansował do Polskiej Ligi Siatkówki.
W sezonie 2007/2008 powołano Radomskie Centrum Sportowe, które następnie przyjęło nazwę RCS „Czarni” Radom i utożsamia się z klubem powstałym w 1921 roku. W sezonie 2012/2013 Czarni Radom zajęli pierwsze miejsce w I lidze i decyzją PZPS od kolejnego sezonu (2013/2014) mieli ponownie zagrać w Plus Lidze. Tytularnym sponsorem zespołu została firma Cerrad, a Czarni występowali w Lidze pod oficjalną nazwą Czarni Cerrad Radom.
Barwy radomskich klubów reprezentowali m.in. Robert Prygiel, Jarosław Stancelewski, Piotr Gabrych, Jakub Bednaruk, Łukasz Żygadło, Marian Kardas, Paweł Zagumny, Grzegorz Kokociński, Sebastian Pęcherz, Mykoła Karzow, Přemysl Obdržálek, Wojciech Ferens.

### Radomski tenis stołowy
Największe sukcesy w tej dyscyplinie zdobyli ping-pongiści Broni Radom. Najsłynniejszą postacią sekcji tenisa stołowego klubu była Danuta Szmidt-Calińska, „ pierwsza dama polskiego ping-ponga”, najbardziej utytułowana zawodniczka na arenie krajowej. W latach 1956–1972 wywalczyła 67 medali Mistrzostw Polski. Szczególnym wyczynem było obronienie 10 razy z rzędu (lata 60-70) tytułu mistrza Polski w grze mieszanej, w parze z Januszem Kusińskim. Sekcja tenisa stołowego Broni utrzymywała przez długie lata żeńską drużynę w I lidze, męską w drugiej. Przełomowym okazał się rok 1993, gdy sponsorem stał się Mirosław Kłys, właściciel firmy Euromireks. Chcąc zdobyć reklamę poprzez sport, sprowadził do Radomia najlepszych polskich tenisistów: Leszka Kucharskiego, Marcina Kusińskiego, Piotra Skierskiego, Grzegorza Adamiaka. Zaowocowało to zdobyciem tytułu drużynowego mistrza Polski, oraz dziesięciu medali indywidualnych MP w latach 1993–1996. Odejście sponsora spowodowało upadek sekcji, która obecnie siłami młodzieży gra w ligach amatorskich.

### Radomski boks
Największe sukcesy w boksie odnosiła sekcja bokserska Broni Radom. Szczytowym osiągnięciem klubu było zdobycie przez jej pięściarza Kazimierza Paździora w 1957 roku w Pradze mistrzostwa Europy, a w 1960 roku w Rzymie złotego medalu Igrzysk Olimpijskich. latach 80. XX wieku klub awansował i występował w ekstraklasie. W Radomiaku boks uprawiał Antoni Czortek, który w 1949 roku wywalczył mistrzostwo kraju.
Boks w Radomiu cieszy się wielkim powodzeniem. W chwili obecnej istnieją dwa Kluby. Wspomniana wyżej Broń Radom oraz Boxsport Arena miejsca dla Wszystkich Miłośników tej dyscypliny sportu.

### Radomskie kolarstwo
Do krajowej czołówki w kolarstwie należała Broń Radom. Stanisław Kłosowicz był jednym z czołowych kolarzy szosowych drugiej połowy lat dwudziestych XX wieku. Lucjan Józefowicz i Stefan Borucz należeli do reprezentacji Polski, a cały zespół kolarski należał do najlepszych w kraju.

### Radomski hokej na lodzie
W 1930 roku Radomskie Koło Sportowe zorganizowało sekcję hokeja na lodzie. W tym samym roku radomianie rozegrał swój pierwszy mecz z Prokocimiem Kraków w Radomiu na boisku usytuowanym na naturalnym stawie okolonym żużlowym torem kolarskim (Stary Ogród). W hokeja grali zawodnicy z sekcji piłkarskiej. 
W Radomiaku sekcja tego sportu istniała w latach 1956–1955. Hokeiści swoje spotkania rozgrywali na lodowisku (obecnie na tym miejscu znajduje się rondo ulic Mireckiego, Okulickiego, Reja i Limanowskiego).

### Radomskie szachy
Od 1997 roku w Radomiu co roku w maju odbywa się ogólnopolski turniej szachowy „Królewski Gambit Radomia” o puchar prezesa Polskiego Związku Szachowego Jacka Żemantowskiego. Zawody od 2001 r. organizuje Radomskie Stowarzyszenie Sportowe GAMBIT.

## Obiekty sportowe
- Hala sportowa MOSiR w Radomiu
- Nowa Hala Sportowa Akademickiego Centrum Sportu Radom
- Stara Hala Sportowa Akademickiego Centrum Sportu Radom
- Stadion im. Braci Czachorów
- Stadion Miejski w Radomiu